# کولو (رقص)

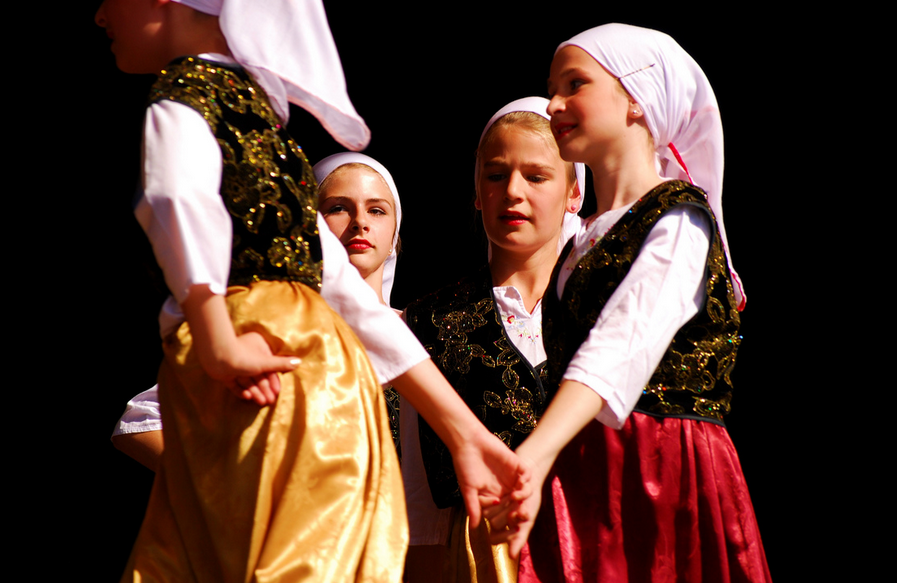
رقص کولو در بوسنی و هرزگوین

کولو (سیریلیک صربی: Коло) رقص چرخشی اسلاوهای جنوبی است که در فهرست میراث فرهنگی ناملموس یونسکو درج شده‌است و تحت همین نام در بوسنی و هرزگوین، کرواسی و صربستان برپا می‌شود.